# My Favourite Stranger
My Favourite Stranger è un singolo del gruppo musicale britannico Depeche Mode, pubblicato il 29 settembre 2023 come quinto estratto dal quindicesimo album in studio Memento mori.

## Descrizione
Si tratta di uno dei quattro brani dell'album scritti da Martin Gore insieme a Richard Butler degli Psychedelic Furs. Secondo quanto spiegato dal cantante Dave Gahan, il testo parla «dell'avere un'ombra, qualcuno che ti segue in ogni istante e ti dice delle cose. Ascolti la bugia o la verità? Un brano divertente e un po' rischioso».

## Video musicale
Il video, diretto da Anton Corbijn, è stato reso disponibile il 21 settembre 2023 attraverso il canale YouTube del duo. Girato interamente in bianco e nero, in esso viene mostrato un uomo vagare tra la foresta e le vie di una città; giunto nella sua abitazione, la persona si rivelerà essere una donna una volta tolto il cappello e i baffi finti.

## Tracce
Download digitale
1. My Favourite Stranger (Boris Brejcha Remix) – 7:06
2. My Favourite Stranger (Ela Minus Remix) – 3:48
3. My Favourite Stranger (Long Island Sound Remix) – 4:46
4. My Favourite Stranger (Sunken Cages Remix) – 4:20
5. My Favourite Stranger (Al Wootton Remix) – 5:38

12"
- Lato A

1. My Favourite Stranger (Boris Brejcha Remix) – 7:06

- Lato B

1. My Favourite Stranger (Ela Minus Remix) – 3:48
2. My Favourite Stranger (Long Island Sound Remix) – 4:46

## Formazione
Hanno partecipato alle registrazioni, secondo le note di copertina di Memento mori:
Gruppo
- Dave Gahan – voce principale
- Martin Gore – strumentazione, voce

Altri musicisti
- Marta Salogni – programmazione aggiuntiva
- James Ford – sintetizzatore, programmazione, pianoforte, chitarra, basso e pedal steel guitar aggiuntivi, batteria, percussioni
- Davide Rossi – arrangiamento strumenti ad arco, violino, violoncello
- Luanne Homzy – violino
- Desiree Hazley – violino

Produzione
- James Ford – produzione
- Marta Salogni – ingegneria del suono, missaggio
- Gregg White – assistenza tecnica (Shangri-La)
- Adrian Hierholzer – registrazione aggiuntiva della voce (Blanco Studio)
- Francine Perry – assistenza al missaggio
- Grace Banks – assistenza al missaggio
- Matt Colton – mastering

## Date di pubblicazione
| Paese  | Data di pubblicazione | Formato                      | Note  |
| ------ | --------------------- | ---------------------------- | ----- |
| Italia | 29 settembre 2023     | Airplay                      | [ 5 ] |
| Mondo  | 20 ottobre 2023       | Download digitale, streaming | [ 6 ] |
| Mondo  | 23 febbraio 2024      | 12"                          | [ 7 ] |